# Bitva o Černobyl
Bitva o Černobyl byla vojenským střetem mezi ruskými a ukrajinskými ozbrojenými silami v uzavřené zóně Černobylu, který se odehrál 24. února 2022, první den ruské invaze na Ukrajinu v roce 2022. Ruské síly, které vtrhly na Ukrajinu z Běloruska, oblast během jediného dne obsadily a postupovaly směrem na Ivankiv a ukrajinské hlavní město Kyjev. Po neúspěšném ruském útoku na Kyjev a ukrajinském protiútoku se Rusové z oblasti 3. dubna kompletně stáhli a kontrolu nad územím převzala ukrajinská armáda.

## Pozadí
Během černobylské havárie v roce 1986 se z černobylské jaderné elektrárny do okolního prostředí uvolnilo velké množství radioaktivního materiálu. Tato oblast byla formálně označena jako Černobylská vyloučená zóna a její hranice se v průběhu času měnily. Po rozpadu Sovětského svazu se tato oblast stala součástí nově nezávislé Ukrajiny a byla spravována Státní pohotovostní službou Ukrajiny.
Černobyl se nachází 130 km severně od Kyjeva a regionální silnice PO2 spojující Černobyl a Kyjev je v relativně dobrém stavu, čímž vzniká přímý strategický koridor do Kyjeva, který by ruské síly mohly využít k obsazení hlavního města. Uzavřená zóna se nachází přímo u hranic s Běloruskem, ruským spojencem, který povolil na svém území vojenskou výstavbu. Dne 16. února 2022 satelitní snímky ukázaly, že ruské jednotky staví pontonové mosty přes řeky na běloruské straně uzavřené zóny, v Polesí, státní radioekologické rezervaci.

## Bitva
Odpoledne 24. února 2022, první den ruské invaze na Ukrajinu v roce 2022 ukrajinská vláda oznámila, že ruské síly zahájily útok, aby dobyly černobylskou uzavřenou zónu. Do konce dne ukrajinská vláda dále oznámila, že ruské síly dobyly Černobyl a Pripjať. Bylo ohlášeno, že dělostřelectvo zasáhlo místa skladování radioaktivního odpadu. 
Během pobytu ruských jednotek byly pozorovány zvýšené úrovně radiace, způsobené kopáním zákopů a pohybem těžké techniky. Díky těmto aktivitám se zvířila usazená radioaktivní zemina.
Po obsazení uzavřené zóny ruskou armádou oznámila americká vláda, že ruští vojáci zadrželi personál černobylských zařízení jako rukojmí.

## Reakce
Ukrajinský prezident Volodymyr Zelenskyj označil dobytí černobylské zóny za „vyhlášení války celé Evropě“. 
Mykhailo Podoliak, poradce vedoucího Kanceláře prezidenta Ukrajiny řekl, že šlo o „zcela nesmyslný útok“ a „stav bývalé jaderné elektrárny v Černobylu, kontejnmentu a skladovacích zařízení jaderného odpadu je neznámý“. Mezinárodní agentura pro atomovou energii však uvedla, že „v průmyslové zóně nedošlo k žádným obětem ani zničení“ a že „je životně důležité, aby bezpečný provoz jaderných zařízení v této zóně nebyl ovlivněn nebo jakýmkoli způsobem narušen.“
V dubnu 2022 ukrajinské ministerstvo obrany zveřejnilo nedatované video, které se následně stalo předmětem vyšetřování Mezinárodní agentury pro atomovou energii, dokazující kopání zákopů v radioaktivní půdě ze strany ruských jednotek.

## Analýza
Ben Hodges, bývalý generál Armády Spojených států, prohlásil, že zóna vyloučení byla „důležitá kvůli tomu, kde se nachází… Pokud ruské síly útočily na Kyjev ze severu, Černobyl se nachází přímo tam.“ Bývalá americká náměstkyně ministra obrany pro Rusko, Ukrajinu a Eurasii Evelyn Farkasová řekla, že ruské síly „chtějí obklíčit hlavní město“ a že „určitě nechtějí, aby se kolem povaloval volný jaderný materiál“ v případě ukrajinského povstání.
Uzavřená zóna je důležitá pro zadržování spadu z jaderné katastrofy v Černobylu v roce 1986; ukrajinský poradce pro vnitřní záležitosti Anton Heraščenko řekl, že „pokud dělostřelecké údery okupantů zasáhnou úložiště jaderného odpadu, radioaktivní prach může pokrýt území Ukrajiny, Běloruska a zemí EU“. 
Dle Dany Drábové šlo jen o pokus Ruska „poděsit radiací“ a o zkrácení cesty z Běloruska.